# 利比亚沙漠

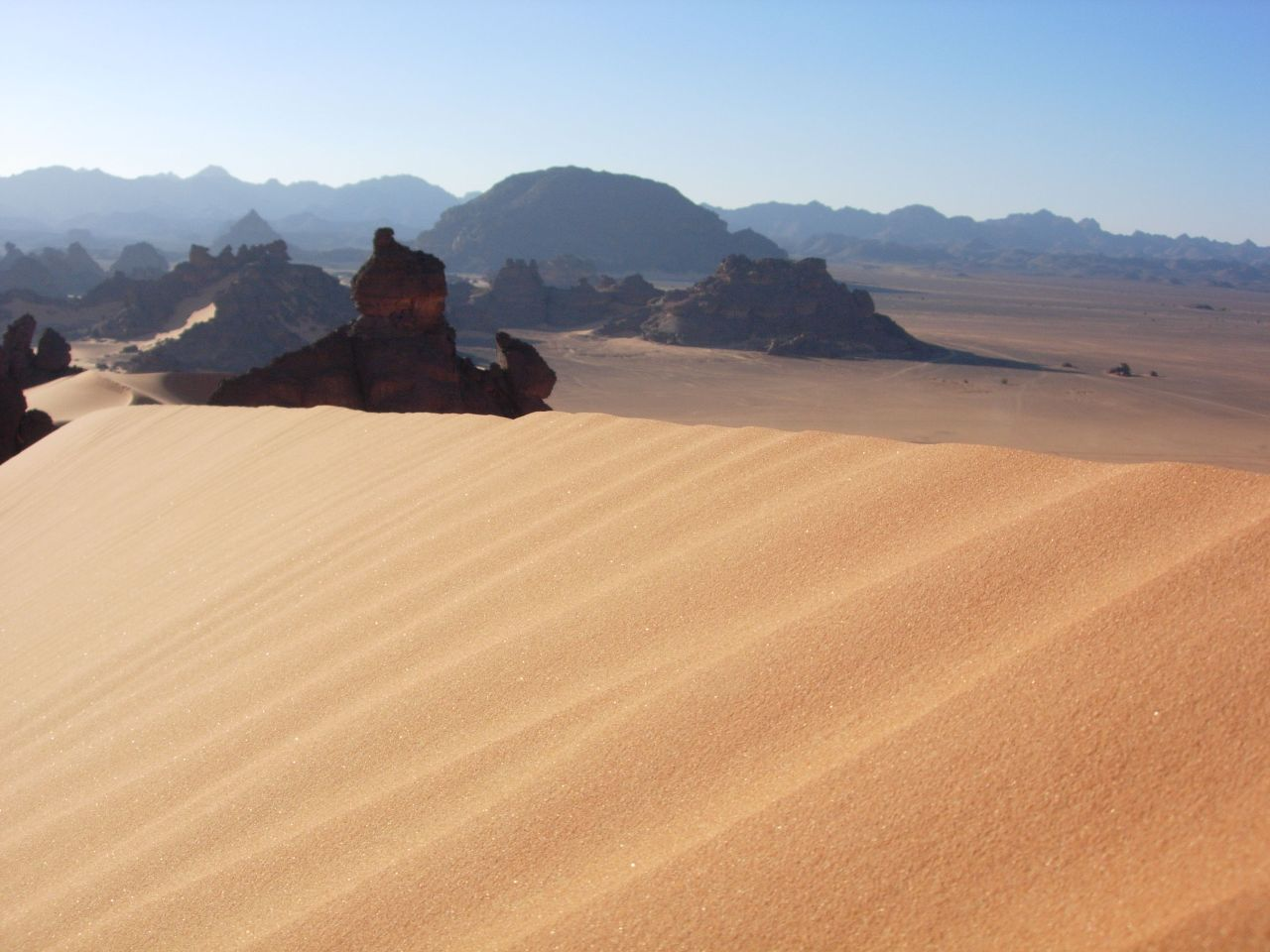
利比亚境内的利比亚沙漠地貌。

利比亚沙漠是撒哈拉沙漠东北部分，位于利比亚东部和埃及西部，部分伸入苏丹西北部。大部分为裸露的岩石台地和多岩石或沙子的平原。最高点是位于利比亚、埃及和苏丹三国交界处的欧韦纳特山，海拔1934米；最低点是位于埃及的盖塔拉洼地，位于海平面以下133米。人口稀少，主要居住在沙漠中的各个绿洲中，主要有锡瓦绿洲（埃及）、库夫拉绿洲（利比亚）等。利比亚沙漠在埃及的部分也成“西部沙漠”，曾是第二次世界大战重要的战场。